# Богдан Вилевалде
Богдан Павлович Вилевалде (рус. Богдан Павлович Виллевальде, 12. јануар 1819 — 24. март 1903) био је руски и немачки сликар, професор и академик.

## Рани живот
Богдан Вилевалде је рођен у Павловску у Санкт Петербургу 12. јануара 1819. године у племићкој породици баварског порекла. Од детињства је познавао и играо се са руским великих кнежева и био је блиско повезан са царском породицом и њеном званичном хијерархијом.
Његове прве студије уметности биле су код Јунгстедта, након чега је примљен на Империјалну академију уметности у Санкт Петербургу 1838. Студирао је код Карла Брјулова и Александра Сауервајда. Током 1840-их, пошто је постигао успех у академским студијама, послат је у иностранство - у Дрезден - да се обучава у уметности рата 1813. Године 1844. позван је у Санкт Петербург након смрти Сауервеида, како би завршиој други сликарски циклус о рату против Наполеона. Године 1848. постављен је за професора на Империјалној академији уметности и за председника секције војне уметности.

## Каријера

### Војна уметност
На почетку своје уметничке каријере, Вилевалде је био под утицајем немачких мајстора, посебно Петера фон Хеса из Минхена, у чијем духу је Вилевалде насликао Битку код Гисгубела. Затим је постао следбеник француског уметника Хорација Вернеа, иако није могао да парирара његовом сликарству, лакоћи потеза четкицом и елеганцијом.
Вилевалдеова главна дела у овом првом периоду су четири огромна платна на тему историје Наполеонових ратова 1813-14, која се данас налазе у Александровској дворани Зимског дворца: битке код Кулма, Лајпцига, Фер-Шампеноаза и Париза.
Вилевалде се такође придружио руској војсци. У служби је правио скице и етиде, након чега би радио на својим монументалним платнима. Пошто је добио задатак да наслика Шамилово хватање, отпутовао је на Кавказ да посматра пејзаж и пејзаж. У Дагестану је направио неколико стотина акварела и скица које данас имају огроман историјски значај.
У другом периоду своје каријере, Вилевалде се фокусирао на пољски новембарски устанак 1831 (слика Грохово и Остроленку ), мађарску револуцију 1848 (слика Предаја Горгеја код Вилагоша, Напредовање у Кронштат и друге), Кримски рат (Опсада Севастопоља), и руско освајање Кавказа (Башкадиклар, битка код Карса, Шамиљ код Гуниба и предаја Шамила).
У последњем стваралачком периоду, Вилевалде се вратио својој омиљеној и најтемељније истраженој теми: Наполеоновом добу.
Као познавалац организације војске, Вилевалде се истицао са својим сликама парада и маневара, које не служе као узорни прикази рата, као што је Обука коњске гарде коњске артиљерије.

### Дворски сликар
Вилевалдеа је царски двор високо ценио и добио је неколико наруџбина за приказивање чланова двора у разним церемонијалним ситуацијама. Године 1859. направио је монументално платно Церемонијални улазак Њихових Царских Величанстава у Москву пред њихово Свето крунисање 17. августа 1859. у част крунисања цара Александра II. Након овог успеха, од њега је затражено да прикаже помазање великог војводе Николаја за наследника царског престола. Слика под називом Заклетва Његовог Царског Височанства Кнеза Николаја Александровича у Георгијевској престоној сали Зимског двора. 8. септембра 1859.
Шест година касније, након преране смрти наследника, Вилевалде је добио задатак да наслика миропомазање другог царског сина, Александра Александровича, као новог наследника царског престола: Заклетва Његовог Царског Височанства Наследника Привидног Принца Александра Александровича у Георгијевској престоној сали у Зимском дворцу настала је 1867. године. На овој слици се појављују скоро иста лица као и на претходној, а на њима је очигледан проток времена, посебно уморно лице краљице Марије Александровне, тешко болесне од смрти првог сина.

### Академски живот
Вилевалде је остао шеф одељења за војну уметност Империјалне академије уметности све до њене реформе 1890-их. Изврсност његовог учења послужила је за обуку скоро читаве следеће генерације руских војних уметника.

### Стил
Вилевалде је један од главних представника доминантног типа војног сликарства 19. века, комбинујући његове предности и мане. Остао је зависан од академије која је у то време подржавала и одржавала жанр војне уметности. Постојали су строги захтеви за портретисте рата, с обзиром на развој реализма у уметности уопште: тачна представа посебно у облику и презентацији трупа учесница; требало је да одражава званичан став о том рату, ослањајући се на званичне депеше. Целокупни Вилевалдеов опус био је ограничен овим захтевима: тачност, приказивање истине коју заступају руске власти, доброо довршено али да никада не изазива бригу.
Вилевалде је створио комплексан, вишеструко, мајсторски насликан групни портрет краљевске породице, достојанственика, војсковођа, представника свих класа руске државе, од владајуће елите до обичних грађана. На његовом монументалном платну из 1859. године за крунисање цара Александра II приказано је око 200 људи, од којих 82 имају прецизан приказан портрет, што производ чини непроцењивим извором иконографије државника Руског царства.
Царска породица и племство су ценили Вилевалдеову невероватну способност да прецизно прикаже, да на платну прикаже лепоту стварног света, тканина и накита. У својим реалистичким бојним сценама уметник је достигао врхунце у приказу животиња, посебно коња. Он је развио сопствени потпис приказујући омиљену врсту коња која је увек присутна на сликама.

### Изложбе
Вилевалде је 1867. изложио своја дела на Међународној изложби у Паризу. Године 1873. његова дела су била изложена у Бечу, затим у Антверпену 1885. и Берлину 1886.

## Каснији живот
Он је своје последње године провео у домовини Немачкој. Остало је много докумената који показују признање које је Вилевалде добио од царског двора и покровитељство племства које је уживао. Наџивевши многе своје савременике, скоро непознате новој генерацији, Вилевалде је умро у Дрездену 24. марта 1903. Његов син Александар, рођен 1853. године, такође је постао сликар.

## Награде и почасти
Вилевалде је постао емеритус професор војне уметности на Царској академији уметности 1888. Добио је неколико медаља од Царске академије, укључујући велику златну медаљу.
Године 1859. Вилевалде је одликован Орденом Светог Станислава другог степена за завршетак свог монументалног платна Тријумфални улазак Њихових Царских Величанстава у Москву пре њиховог светог крунисања 17. августа 1859. године.
Године 1894. постао је члан академског савета Империјалне академије уметности.

## Галерија
- Битка код Грохова, 13. децембар 1831, (1850-их), уље на платну, Војноисторијски музеј артиљерије, инжењера и везе
- Отварање споменика Миленијум Русије у Новгороду 1862, (1864), уље на платну, Новгородски музеј-резерват.
- Подвизи коњичког пука у бици код Аустерлица 1805, (1884), уље на платну, Војноисторијски музеј